# Parc rural de Sai Kung Ouest
Le parc rural de Sai Kung Ouest （anglais : Sai Kung West Country Park）est un parc rural situé à Hong Kong dans l'ouest de la péninsule de Sai Kung. Établi le 3 février 1978, il couvre une superficie de 3 000 hectares. Il s'étend de la zone de Pak Tam Au jusqu'à celle de Yung Shue O.
La zone du camping ouest de Wan Chai à l'intérieur du parc rural, près du parc marin de Ho Hai Wan, permet d'avoir l'un des plus beaux panoramas sur Ho Hai Wan. Le camping est doté de vingt campements dont chacun est équipé de four barbecue ainsi que de tables et chaises. Le camping est également entièrement équipé en sanitaires et en douches; le rendant particulièrement adapté pour les débutants sans beaucoup d'expérience de camping. Le camping a été créé par l'International Camping Fellowship.